# Robert Guédon
Pour les articles homonymes, voir Guédon.
Robert Guédon, dit Robert, alias capitaine Robert, Normand, Besson, né le 5 février 1902 à Nancy (Meurthe-et-Moselle) et mort à Bromont (Québec), le 11 mai 1978, est un résistant français, et l'un des fondateurs de la Résistance en zone occupée durant la Seconde Guerre mondiale.

## Biographie
Officier de tirailleurs sorti de Saint-Cyr, promotion Du Chevalier Bayard, combattant du Rif, le capitaine Guédon fait la connaissance d'Henri Frenay pendant un stage à l'école de guerre, où il devient spécialiste du 4e Bureau (Transports). Commandant une compagnie du 13e régiment d'infanterie motorisée, il est blessé par l'éclatement d'une bombe au début de l'offensive allemande, pendant la campagne de France en 1940,  mais échappe à la capture.
En liaison avec le capitaine Henri Frenay et le lieutenant de Froment, Guédon organise en zone Nord le mouvement Libération Nationale qui effectue du renseignement et de la propagande. C'est lui qui notamment recrute Maurice Bourdet, un pionnier de la presse radiodiffusée qui met sa connaissance de la radio au service du groupe Combat Zone Nord.
Quand le groupe Combat Zone Nord est annihilé par les arrestations, Guédon, traqué, ébranlé également par le décès de son épouse, passe en zone Sud,, où il reprend le cours de son activité militaire au sein de l'armée française en zone libre.
Guédon commande au Maroc une compagnie du 7e régiment de tirailleurs marocains. Le 17 août 1942, il épouse Reine Joly, responsable du groupe de Caen, qui s'était évadée avec lui de la zone occupée. Au moment du débarquement allié en Afrique du Nord, il refuse de se battre contre les Américains.
Pendant la campagne de Tunisie, Guédon est chef du 4e Bureau (Transports) de la division marocaine de montagne. Affecté comme instructeur dans une école d'état-major, il entre ensuite au commissariat des prisonniers, déportés et réfugiés où le commandant Frenay le charge d'organiser le futur rapatriement des Français détenus en Allemagne.

### Source
- Dossier du colonel Guédon au SHD